# Triaenonychoides
Triaenonychoides is een geslacht van hooiwagens uit de familie Triaenonychidae.
De wetenschappelijke naam Triaenonychoides is voor het eerst geldig gepubliceerd door H. Soares in 1968. 

## Soorten
Triaenonychoides omvat de volgende 2 soorten:
- Triaenonychoides breviops
- Triaenonychoides cekalovici